# Legányi Ferenc
Legányi Ferenc (Budapest, 1884. december 8. – Lesencetomaj, 1964. április 9.) autodidakta paleontológus, muzeológus.

## Életrajza
Polgári családban született, apja vámtisztviselő volt. Családjával 1898-ban került Egerbe, ahol az egri Főreáliskolában (ma Dobó István Gimnázium) végezte tanulmányait, jelesen érettségizett, és mérnöki pályára készült. Műegyetemi tanulmányait családi okok miatt félbe kellett szakítania, visszakerült Egerbe, ahol a kisegedi családi birtokon gazdálkodóként élt.
Gazdálkodóként lehetősége nyílt a földmunkák során előkerülő igen gazdag fosszilis élővilág képviselőinek tanulmányozására. Egyre tudatosabban kezdte gyűjteni az ősmaradványokat, közben folyamatosan képezve magát és nyelvismerete birtokában nem csak magyar nyelvű munkákhoz fért hozzá. Kéziratait naplókba rendezte.
A kisegedi birtoka geológiai tanulmányozása mellett egyre távolabbra merészkedett. Szakmai ismereteinek birtokában, tervszerű gyűjtőútjai során közel 100 lelőhelyet tárt fel, gyűjtött rendszeresen. Lelőhelyei között találhatók többek között az egri úgynevezett Wind-féle téglagyár agyagbányájának felső oligocén rétegsora, a kisegedi alsó oligocén flóra,a Nagy-Eged, a nagyvisnyó-dédesi permo-karbon kövületek, a Dédestapolcsány környéki úgynevezett homokkőflórák növényei is.
Gyűjtőtevékenységét jellemzi, hogy a rendszeresen vizsgált lelőhelyekről közel 200.000 ősmaradványt helyezett el gyűjteményében, melynek ma is fellelhető darabjai a Földtani Intézetben, a Magyar Természettudományi Múzeumban és a Mátra Múzeumban (kb 80.000) találhatók.
Különösen Schréter Zoltánnal és Andreánszky Gáborral kialakított kapcsolata az, mely meghatározó volt a hazai földtani kutatás számára, de megtalálhatók ebben a névsorban többek között id. Noszky Jenő, Telegdi-Roth Károly, Kolosváry Gábor, Csepreghyné Meznerics Ilona, Kretzoi Miklós, Balogh Kálmán is.
1951-ben 67 évesen került hivatalosan is a Dobó István Vármúzeum állományába, ahol 1963-ig folytatja gyűjtőtevékenységét és írta úti jelentéseit, muzeológusaként kezelte és gyarapította gyűjteményét, gyűjtötte a környék régészeti adatait, népszokásait, népdalokat kottázott.
1963 végétől betegeskedett, a gyöngyösi, majd a lesencetomaji szociális otthonban élt. A sors fintora, hogy az az ember, akinek oly sokat köszönhetett a magyar muzeológia (földtudomány, néprajz, régészet) szegényen, szeretett ősmaradványaitól, a Bükktől távol, idősek otthonában, a dunántúli Lesencetomajon halt meg 80 éves korában, 1964. április 9-én.

## Munkássága
Őslénytani érdeklődése mellett gyűjtőútjai során mindent megfigyel, feljegyez, így méltán emlékeznek meg róla a régészet és néprajztudomány művelői is. Hátra marad, közel 13.000 oldalnyi, részben kötetekbe rendezett (Múzeumi Napló) kézirata olyan információk tárháza (ősmaradványok és régészeti tárgyak rajzai, térképvázlatok, kottázott népdalok, néprajzi megfigyelések, irodalomtörténeti adalékok stb.), melyen a kutatók nemzedékei nőttek fel, s még ma sem mondható teljesen feldolgozottnak.
Gyűjteményének anyagát számos idegen nyelven is megjelent tanulmány tárgyalja. Tudományos megfigyeléseit 12 naplókötetben gyűjtötte össze, de ezeket nem publikálta.
Szakmai elismertségét, a tudományos élet iránta tanúsított nagyrabecsülését jelzi, hogy az általa feltárt, a tudományra nézve új fajok közül ez idáig 18 viseli a nevét.